# Żyrzyn (gemeente)
De gemeente Żyrzyn is een landgemeente in het Poolse woiwodschap Lublin, in powiat Puławski.
De zetel van de gemeente is in Żyrzyn.
Op 30 juni 2004 telde de gemeente 6599 inwoners.

## Oppervlakte gegevens
In 2002 bedroeg de totale oppervlakte van gemeente Żyrzyn 128,73 km², waarvan:
- agrarisch gebied: 56%
- bossen: 35%

De gemeente beslaat 13,8% van de totale oppervlakte van de powiat.

## Demografie
Stand op 30 juni 2004:
| Omschrijving                   | Totaal | Totaal | Vrouwen | Vrouwen | Mannen | Mannen |
| ------------------------------ | ------ | ------ | ------- | ------- | ------ | ------ |
| eenheid                        | aantal | %      | aantal  | %       | aantal | %      |
| inwoners                       | 6599   | 100    | 3318    | 50,3    | 3281   | 49,7   |
| bevolkingsdichtheid (inw./km²) | 51,3   | 51,3   | 25,8    | 25,8    | 25,5   | 25,5   |

In 2002 bedroeg het gemiddelde inkomen per inwoner 1313,25 zł.

## Administratieve plaatsen (sołectwo)
Bałtów, Borysów, Cezaryn, Jaworów, Kośmin, Kotliny, Osiny, Parafianka, Skrudki, Strzyżowice, Wilczanka, Wola Osińska, Zagrody, Żerdź, Żyrzyn

## Aangrenzende gemeenten
Abramów, Baranów, Końskowola, Kurów, Puławy, Puławy, Ryki, Ułęż